# Gerardo Schamis
Gerardo Jorge Schamis (1924-Buenos Aires, 3 de diciembre de 2010) fue un abogado y político argentino. Se desempeñó como embajador en Guatemala, Bolivia y Francia.

## Biografía
Estudió abogacía en la Facultad de Derecho de la Universidad Nacional de Córdoba.
En 1958 el presidente Arturo Frondizi lo designó embajador en Guatemala, y al año siguiente en Bolivia.
Fue miembro de la Unión Cívica Radical Intransigente (UCRI) y luego integró el Movimiento de Integración y Desarrollo (MID), siendo presidente del comité del MID de la ciudad de Buenos Aires. Compartió su estudio de abogacía con Diógenes Taboada.
Desempeñó funciones en la Organización de los Estados Americanos (OEA), siendo representante permanente ante los organismos internacionales en Ginebra, y Director de la Oficina de la OEA en Europa de 1969 a 1977.
En 1981, el presidente de facto Roberto Eduardo Viola lo designó embajador en Francia, presentando sus cartas credenciales ante el presidente francés François Mitterrand el 2 de octubre de ese año. En esa ocasión Mitterrand, solicitó por la restauración democrática y recordó «los casos conocidos de varios ciudadanos franceses desaparecidos en Argentina». Previamente, la Junta Militar lo había rechazado como embajador en Estados Unidos, junto con otros candidatos, y estuvo cerca de ser enviado a Italia.
Schamis ocupó el cargo hasta el final de la dictadura autodenominada Proceso de Reorganización Nacional en 1983. Durante la guerra de las Malvinas, tras una comunicación con su amigo el general y embajador itinerante estadounidense Vernon Walters, dio aviso a la Cancillería Argentina de que el Reino Unido había decidido enviar su flota al Atlántico Sur. Nicanor Costa Méndez ignoró su mensaje.
Posteriormente se desempeñó como columnista de asuntos internacionales del periódico El Cronista. Durante el gobierno de Carlos Menem fue asesor en política internacional (con rango de Secretario de Estado) y en 1998 el Senado de la Nación aprobó un pliego de Menem que lo designaba «embajador político».
Falleció en diciembre de 2010 a los 85 años.

## Obras
- Las relaciones internacionales y la nueva guerra. Ediciones del CERI (1979).[15]
- War and Terrorism in International Affairs. Transaction Publishers (1980).[16]
- 1000 días en París. Ediciones El Cronista Comercial (1989).[17]
- Los umbrales del siglo XXI: ensayos de política internacional, con prólogo de Vernon Walters (1998).[18]